# Aujo

Territórios originais dos godos e culturas arqueológicas góticas entre os séculos III-IV

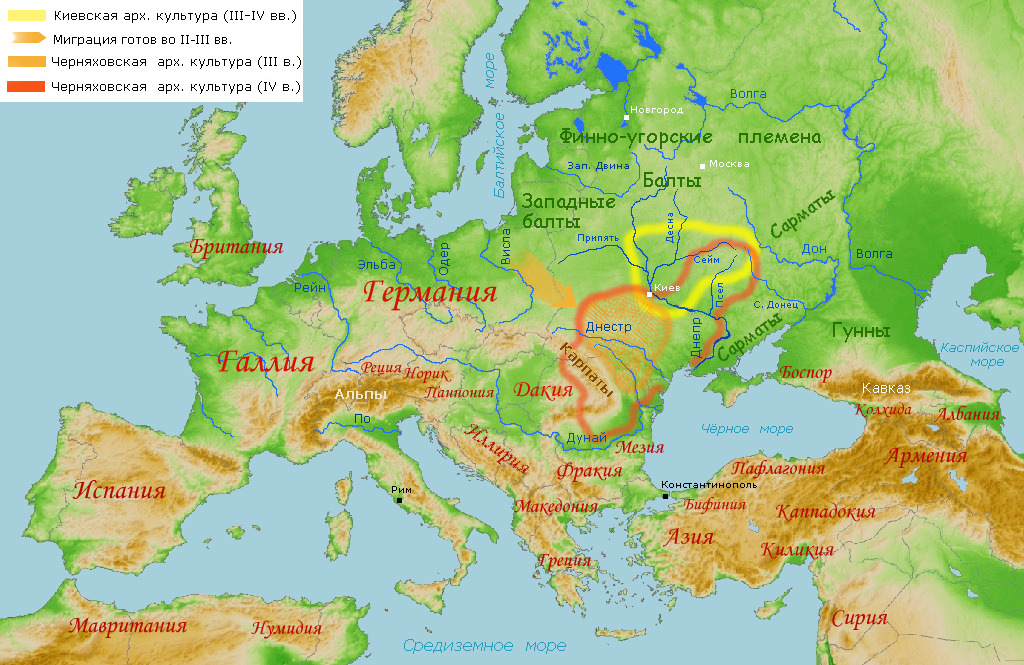
Culturas arqueológicas góticas do norte do Mar Negro entre os séculos II-IV. A Cultura de Cherniacove está representada em laranja escuro

Aujo (em latim: Aujum) ou Ojo (em latim: Oium) foi uma área na Cítia onde, segundo a Gética de Jordanes, os godos sob Filímero assentaram-se após deixarem a Gotiscandza. O autor não fornece a etimologia do termo, embora alguns estudiosos interpretem-o como o plural dativo latino das disseminadas palavras germânicas *aujō- ou *auwō-, significando "prado bem-regado" ou "ilha". Arqueologicamente, a Cultura de Cherniacove que compreendeu partes da Ucrânia, Moldávia e Romênia, correspondeu com a Cítia gótica.
Segundo alguns historiadores, o relato de Jordanes dos godos em Aujo foi construído de sua leitura de registros clássicos mais antigos e de tradição oral. Contudo, segundo outros historiadores, a narrativa de Jordanes tem pouca relação com o relato de Cassiodoro, nenhuma relação com as tradições orais, e pouca relação com história factual.

## História
Segundo Jordanes, o rei Filímero liderou os godos na busca por terras adequadas e quanto chegaram em Aujo, ficaram encantados com a riqueza da região. Eles cruzaram uma ponte para lá chegar, mas quando metade do exército cruzou-a, a ponte cedeu e ninguém mais pode atravessar a área. Segundo Jordanes, os godos reclamaram a terra para si e derrotaram os antigos habitantes, os espalos.
Os godos deixaram Aujo numa segunda migração à Mésia, Dácia e Trácia, mas posteriormente retornaram, assentando ao norte do mar Negro. Na época de seu retorno estava divididos em dois grupos (tervíngios e grutungos) e cada um deles era comandado por uma dinastia distinta: o primeiro pelos Baltos, e o segundo pelos Amalos. Esse relato se ajusta às Culturas de Vilemberga e Cherniacove, que mostram a migração germânica da bacia do Vístula à Ucrânia.